# Zwartka

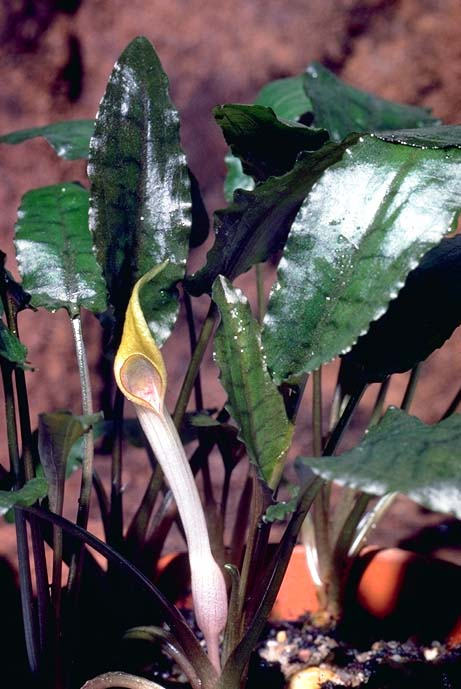
Zwartka Becketta

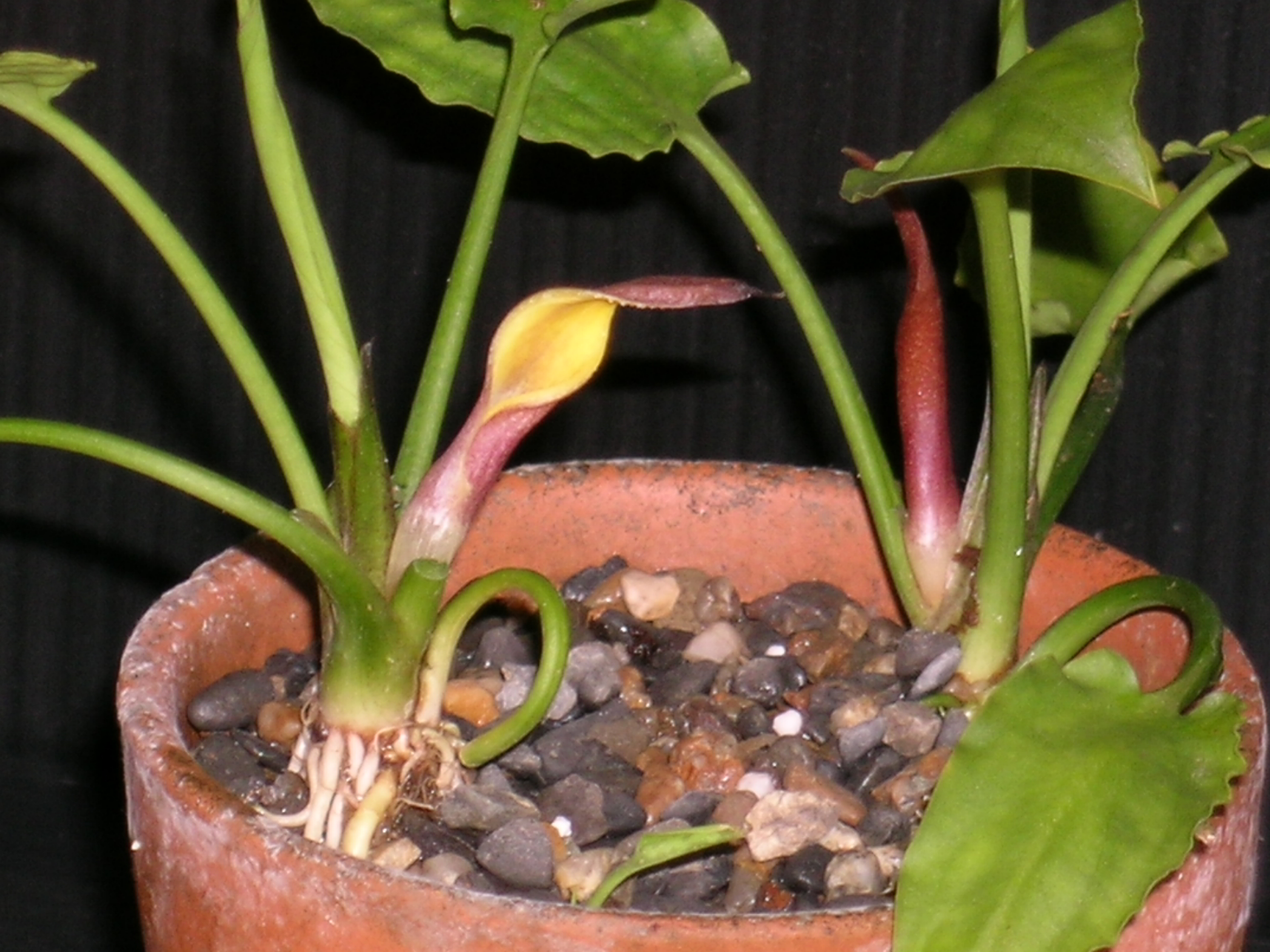
Cryptocoryne pontederiifolia

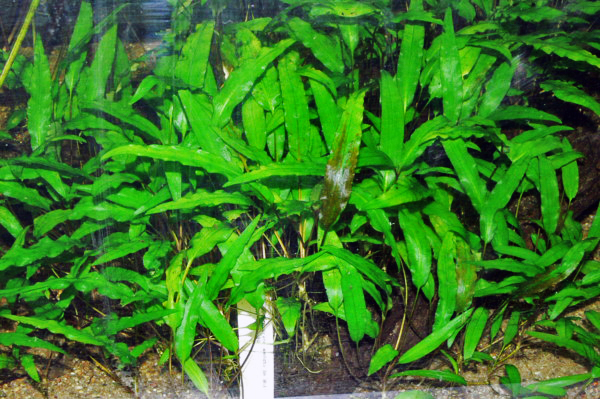
Zwartka Wendta

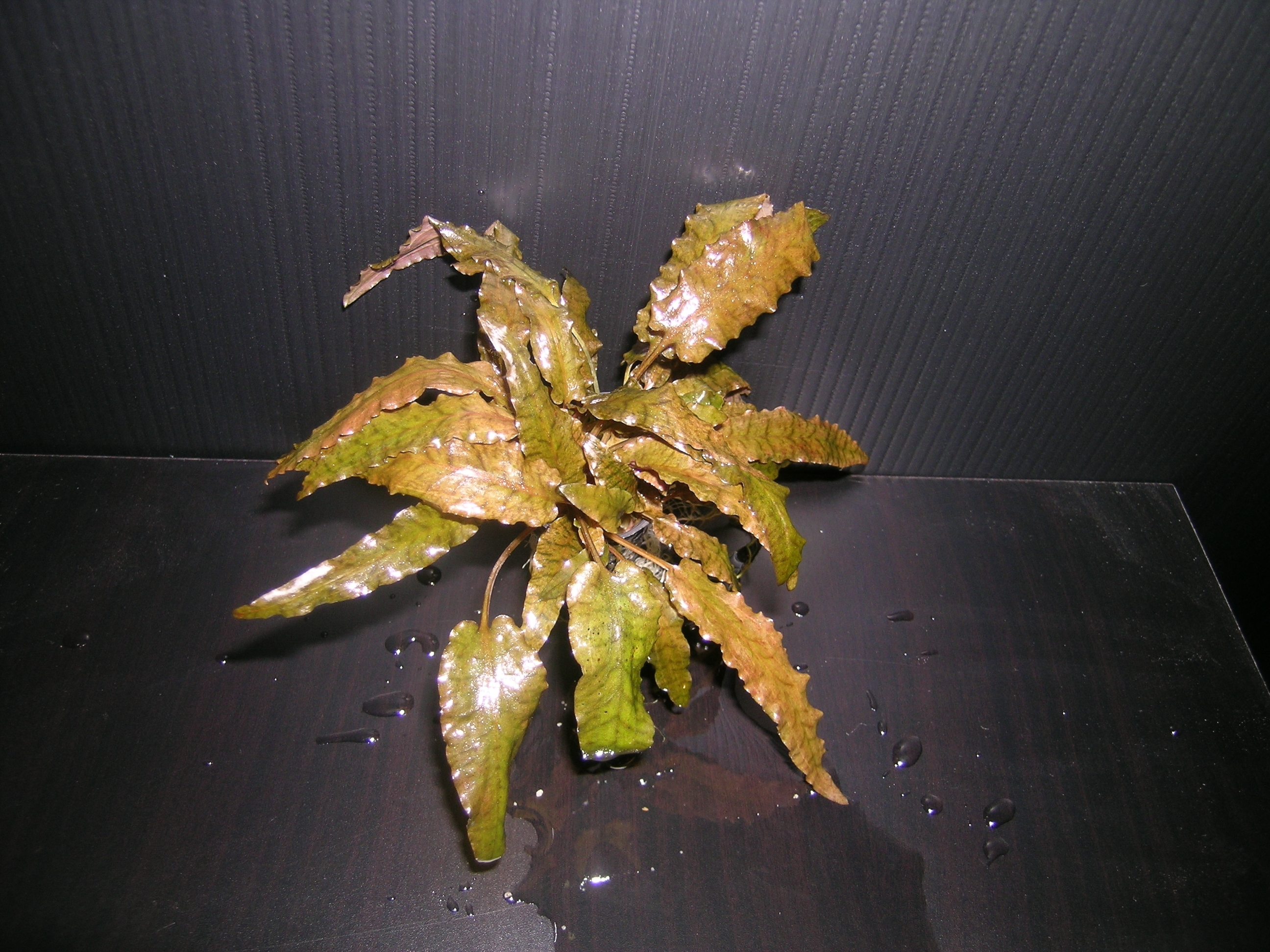
Zwartka Wendta

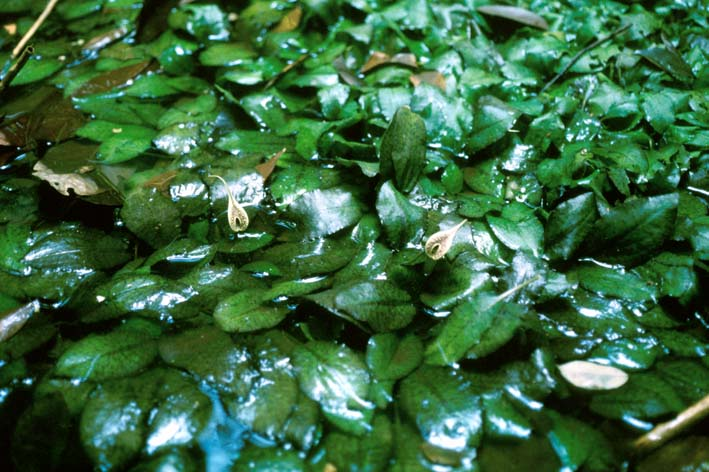
Cryptocoryne ×timahensis

Zwartka, kryptokoryna (Cryptocoryne) – rodzaj roślin błotnych i wodnych z rodziny obrazkowatych (Araceae), obejmujący 57 gatunków pochodzących z tropikalnych i subtropikalnych regionów południowo-wschodniej Azji, niektórych endemicznych. Pod koniec XX wieku gatunek zwartka Becketta został introdukowany do wód Teksasu. Nazwa naukowa pochodzi od greckich słów κρυπτός (kryptos – ukryty) i κορύνη (koryne – laska, buława) i odnosi się do kolby głęboko ukrytej w pochwie kwiatostanu.

## Morfologia
PokrójNiewielkie do średniej wielkości rośliny zielne, o wysokości od kilku centymetrów (zwartka Willisa, C. lingua, C. minima) do 1 m (zwartka orzęsiona, C. usteriana).
ŁodygaKrótkie, grube, mniej więcej pionowe kłącze, umiejscowione głęboko pod powierzchnią podłoża, zwykle rozgałęzione, nierzadko wypuszczające stolony o długości od kilku do kilkunastu cm.
LiścieRośliny tworzą różyczkę kilku liści właściwych. Ogonki liściowe, o długości około 5–15 cm, tworzą krótką pochwę liściową. Młode blaszki liściowe zwinięte, po dojrzeniu równowąskie, lancetowate, eliptyczne do sercowatych, spiczaste, całobrzegie (niekiedy zanurzona część blaszki jest pofalowana), zielone, brązowawo-zielone, niekiedy z purpurowymi plamkami. Nerwacja pierwszorzędowa pierzasta, dalsza siatkowata.
KwiatyRośliny jednopienne. Kwiatostan, typu kolbiastego pseudancjum, wyrasta na krótkim pędzie kwiatostanowym, który razem z dolną częścią kwiatostanu może być ukryty w podłożu. Pochwa, o długości od kilku (np. C. parva) do kilkudziesięciu (np. C. walkeri) centymetrów, dzieli się na 3 części:
- dolną komorę kwiatową, o zrośniętych brzegach pochwy, zawierającą kolbę,
- środkową, wydłużoną, rurowatą tubę, o zwiniętych brzegach pochwy (nieobecną u C. spiralis i C. cognata),
- górną część "liściową", otwartą, wielokolorową, lancetowatą do sercowatej, często spiralnie skręconą i odgiętą.

Komora kwiatowa oddzielona jest od tuby języczkowatą klapką. U ujścia tuby zwykle znajduje się wyraźny "kołnierz". Kolba kwiatostanu dzieli się na 4 odcinki:
- dolny, cylindryczny, z 4–7 zrośniętymi ze sobą kwiatami żeńskimi, położonymi okółkowo u nasady,
- długi, nagi i cienki fragment oddzielający kwiaty obu płci, odpowiedzialny za wydzielanie zapachu,
- środkowy fragment, eliptyczny do kulistego, pokryty kwiatami męskimi,
- krótki konoidalny do maczugowatego wyrostek.

Kwiaty męskie 1-2-pręcikowe, z wyraźnym obrzeżem. Główki pręcików siedzące. Pylniki otwierają się przez szczytowy otworek. Zalążnie jednokomorowe, wielozalążkowe. Zalążki ortotropowe, tworzące się na niemal bazalnych lub bazalnych łożyskach. Znamiona słupków niemal siedzące, dyskowate, owalne, okrągłe do podłużnych.
OwoceJajowaty owoc zbiorowy, składający się ze zrośniętych ze sobą torebek, po dojrzeniu pękający i otwierający się gwiaździście. Nasiona odwrotnie jajowate do eliptycznych i nerkowatych, niekiedy nieregularne, brązowawe, z łupiną gładką do niemal żeberkowanej. Zarodek wydłużony. Bielmo obfite. Nasiona kiełkują, jeżeli nie wyschną, w kilka dni po rozsianiu.
Gatunki podobneRośliny z rodzaju Lagenandra, od których różni się spiralnym położeniem słupków, spiralnym zwinięciem młodych liści oraz rodzajem owocu (u Lagenandra owocem są jagody).

## Biologia i ekologia
RozwójWieloletnie, wiecznie zielone (z wyjątkiem zwartki Nevilla) helofity, hemikryptofity lub hydrohemikryptofity. Kwitną zimą. Owoce dojrzewają po 9 miesiącach. Zapylane przez muchówki Sphaeroceridae
SiedliskoStrumienie, rzeki i zbiorniki z wodą stojącą, a także tereny okresowo zalewane, w lasach deszczowych klimatu tropikalnego i subtropikalnego. Zwartka orzęsiona i Cryptocoryne spirals są chwastami upraw ryżu.
GenetykaLiczba chromosomów 2n = 20, 22, 28, 30, 33, 34, 36, 42, 54, 66, 68, 72, 85, 88, 90, 102, 132.

## Systematyka
Pozycja rodzaju według Angiosperm Phylogeny Website (aktualizowany system APG IV z 2016)Należy do plemienia Cryptocoryneae, podrodziny Aroideae, rodziny obrazkowatych, rzędu żabieńcowców w kladzie jednoliściennych.
Pozycja rodzaju w systemie Reveala z roku 2007 (2010)Gromada okrytonasienne (Magnoliophyta Cronquist, Takht. & Zimmerm. ex Reveal), podgromada Magnoliophytina (Frohne & U. Jensen ex Reveal), klasa Magnoliopsida (Brongn.), podklasa żabieńcowe (Alismatidae Takht.), nadrząd obrazkopodobne (Aranae Thorne ex Reveal), rząd obrazkowce (Arales Juss. ex Bercht. & J. Presl), rodzina obrazkowate (Araceae Juss.).
Pozycja rodzaju według Crescent Bloom (system Reveala z lat 1993–1999)Gromada okrytonasienne (Magnoliophyta Cronquist), podgromada Magnoliophytina (Frohne & U. Jensen ex Reveal), klasa jednoliścienne (Liliopsida Brongn.), podklasa obrazkowe (Aridae Takht.), nadrząd obrazkopodobne (Aranae Thorne ex Reveal), rząd obrazkowce (Arales Dumort.), rodzina obrazkowate (Araceae Juss.), podrodzina Aroideae Arn., plemię Cryptocoryneae Blume, podplemię Cryptocoryninae (Blume) Kitt. in A. Rich..
Gatunki
- Cryptocoryne affinis N.E.Br. in J.D.Hooker – zwartka malajska
- Cryptocoryne alba de Wit – *zwartka biała
- Cryptocoryne albida R.Parker – *zwartka żebrowa
- Cryptocoryne annamica Serebryanyi
- Cryptocoryne aponogetifolia Merr. – zwartka aponogetonolistna
- Cryptocoryne auriculata Engl. – *zwartka uszkowata
- Cryptocoryne bangkaensis Bastm.
- Cryptocoryne beckettii Thuill. ex Trim. – zwartka Becketta
- Cryptocoryne bogneri Rataj – *zwartka Bognera
- Cryptocoryne bullosa Becc. – *zwartka pęcherzykowata
- Cryptocoryne ciliata (Roxb.) Fisch. ex Wydler – zwartka orzęsiona
- Cryptocoryne cognata Schott – *zwartka pokrewna
- Cryptocoryne consobrina Schott – *zwartka siostrzeńca
- Cryptocoryne cordata Griff. – zwartka sercowata
- Cryptocoryne coronata Bastm. & Wijng.
- Cryptocoryne crispatula Engl. – *zwartka skręcona
- Cryptocoryne cruddasiana Prain
- Cryptocoryne decus-silvae de Wit – *zwartka ozdobna
- Cryptocoryne dewitii N.Jacobsen – *zwartka De Wita
- Cryptocoryne edithiae de Wit
- Cryptocoryne elliptica N.E.Br. in J.D.Hooker – *zwartka eliptyczna
- Cryptocoryne ferruginea Engl. – *zwartka ciemna
- Cryptocoryne fusca de Wit – *zwartka czarna
- Cryptocoryne griffithii Schott – zwartka Griffitha
- Cryptocoryne hudoroi Bogner & N.Jacobsen – *zwartka Hudoro
- Cryptocoryne ideii Budianto
- Cryptocoryne jacobsenii de Wit – *zwartka Jacobsena
- Cryptocoryne keei N.Jacobsen – *zwartka Keeia
- Cryptocoryne lingua Becc. ex Engl. – zwartka języczkowa
- Cryptocoryne longicauda Becc. ex Engl. – *zwartka długoogonkowa
- Cryptocoryne minima Ridl. – zwartka karłowata
- Cryptocoryne moehlmannii de Wit – *zwartka Moehlmanna
- Cryptocoryne nevillii Trimen – zwartka Nevilla
- Cryptocoryne noritoi Wongso
- Cryptocoryne nurii Furtado – *zwartka Nura
- Cryptocoryne pallidinervia Engl. – *zwartka bladoskóra
- Cryptocoryne parva de Wit – zwartka drobna
- Cryptocoryne pontederiifolia Schott – *zwartka pontederolistna
- Cryptocoryne pygmaea Merr. – *zwartka karłowata
- Cryptocoryne retrospiralis (Roxb.) Kunth – *zwartka retrospiralna
- Cryptocoryne schulzei de Wit – *zwartka Schulza
- Cryptocoryne scurrilis de Wit – *zwartka klowna
- Cryptocoryne sivadasanii Bogner
- Cryptocoryne spiralis (Retz.) Fisch. ex Wydler – *zwartka spiralna
- Cryptocoryne striolata Engl. – *zwartka prążkowana
- Cryptocoryne thwaitesii Schott – *zwartka Thwaitesa
- Cryptocoryne uenoi Yuji Sasaki
- Cryptocoryne undulata Wendt – zwartka falistolistna
- Cryptocoryne usteriana Engl. in A.Usteri – zwartka karbowana
- Cryptocoryne versteegii Engl. – *zwartka oszczepowata
- Cryptocoryne vietnamensis I.Hertel & H.Mühlberg – *zwartka wietnamska
- Cryptocoryne villosa N.Jacobsen – *zwartka kosmata
- Cryptocoryne walkeri Schott – *zwartka Walkera
- Cryptocoryne wendtii de Wit – zwartka Wendta
- Cryptocoryne yujii Bastm.
- Cryptocoryne zaidiana Ipor & Tawan
- Cryptocoryne zukalii Rataj – *zwartka Zukala

Nazwy polskie oznaczone gwiazdką (*) podane za serwisem hobbystycznym.
Mieszańce
- Cryptocoryne ×purpurea Ridl. (C. cordata × C. griffithii)
- Cryptocoryne ×timahensis Bastm. (C. cordata × C. nurii)
- Cryptocoryne ×willisii Reitz (C. parva × C. walkeri) – zwartka Willisa

Podział rodzaju według Englera
- Unitubulosae – pochwa kwiatostanu w górnej, liściowej części prosta, komora pochwy skrócona, wąska, np.: C. auriculata, C. bullosa, C. ferruginea, C. spiralis, C. thwaitesii, C. versteegi,
- Bitubulosae – pochwa kwiatostanu w górnej, liściowej części prosta, komora pochwy powiększona, np.: C. affinis, C. becketii, C. cordata, C. elliptica, C. griffithii, C. lingua, C. longicauda, C. pallidinervia, C. pontederiifolia, C. striolata, C. usteriana, C. walkeri,
- Ciliatae – pochwa kwiatostanu w górnej, liściowej części strzępiasto-orzęsiona, obejmująca gatunek C. ciliata.

## Zastosowanie

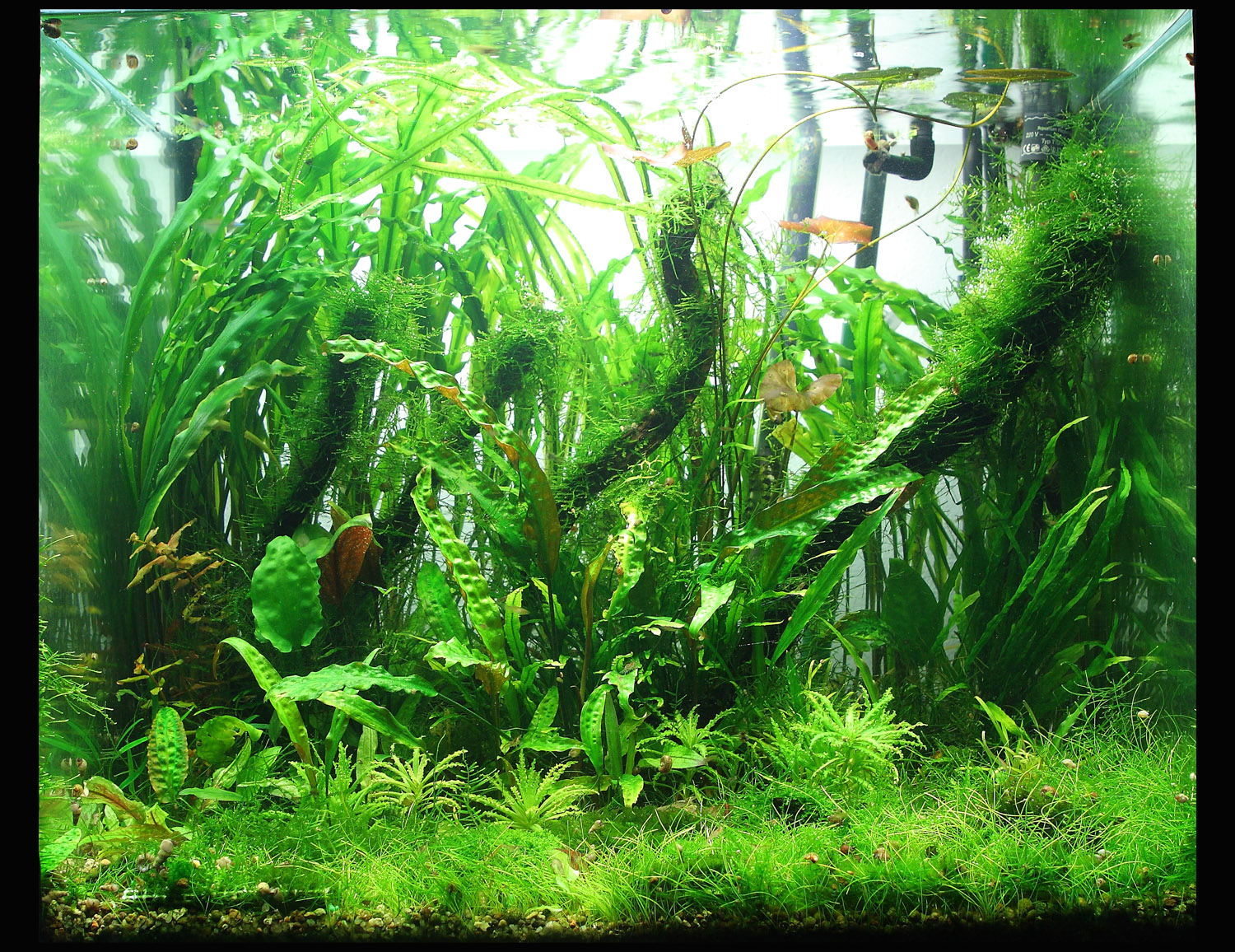
Akwarium z kilkoma gatunkami zwartek

Z uwagi na atrakcyjne ulistnienie zwartki są na całym świecie uprawiane w słodkowodnych akwariach jako rośliny ozdobne. Istotnymi ekonomicznie gatunkami pozyskiwanymi z natury i eksportowanymi z Azji są: zwartka Becketta, zwartka orzęsiona, C. crispatula, C. lingua, C. retrospiralis i zwartka Wendta.

## Uprawa
Zwartki wymagają bogatego i kwaśnego (bez zawartości wapnia) podłoża mineralnego lub torfowego, relatywnie niskiej twardości wody o odczynie lekko kwaśnym do obojętnego i temperatury około 25 °C.  Rośliny mogą być uprawiane w pełnym lub częściowym zanurzeniu, przy czym kwitną jedynie rośliny częściowo wynurzone. Najlepiej rosną w grupach po kilka roślin. Nie znoszą przesadzania, dlatego po zakupie rośliny wymagają kilku tygodni do zaadaptowania się do nowych warunków. Zwartki są również bardzo wrażliwe na nagłe, istotne zmiany środowiskowe, takie jak oświetlenie i parametry chemiczne wody, po zajściu których gubią liście. Rośliny rozmnaża się z rozłogów. Rozmnażanie z nasion jest możliwe, ale nieefektywne.
| Gatunek                   | Twardość wody [°] | Odczyn wody [pH] | Temperatura wody [°C] | Min. wysokość akwarium [cm] |
| ------------------------- | ----------------- | ---------------- | --------------------- | --------------------------- |
| zwartka malajska          | 3–15              | 6,0–7,8          | 22–28                 | 50                          |
| zwartka aponogetonolistna | 2–15              | 6,0–7,8          | 20–30                 | 50                          |
| Cryptocoryne auriculata   | 2–8               | 5,5–6,8          | 25–28                 | 35                          |
| zwartka Becketta          | 2–15              | 6,5–7,5          | 24–30                 | 35                          |
| zwartka orzęsiona         | 5–12              | 6,5–7,5          | 22–28                 | 45                          |
| Cryptocoryne crispatula   | 2–15              | 6,0–7,5          | 25–28                 | 50                          |
| Cryptocoryne cordata      | 2–8               | 6,0–7,0          | 25–28                 | 35                          |
| Cryptocoryne griffithii   | 2–12              | 5,5–6,8          | 26–28                 | 35                          |
| Cryptocoryne minima       | 2–8               | 5,5–6,8          | 25–28                 | 35                          |
| Cryptocoryne nurii        | 1–3               | 5,5–6,5          | 25–28                 | 35                          |
| Cryptocoryne usteriana    | 5–15              | 6,0–7,8          | 22–28                 | 50                          |
| Cryptocoryne walkeri      | 2–15              | 6,0–7,5          | 22–30                 | 35                          |
| zwartka Wendta            | 2–12              | 6,0–7,2          | 22–28                 | 35                          |
| zwartka Willisa           | 2–10              | 6,0–7,2          | 25–28                 | 35                          |